# Matías Perelló
Matías Mijail Perelló (Puerto General San Martín, 17 novembre 2001) è un calciatore argentino, attaccante del Central Córdoba (SdE) in prestito dall'Argentinos Juniors.

## Carriera
Perelló è cresciuto nel settore giovanile dell'Argentinos Juniors, con cui ha firmato il primo contratto professionistico il 3 giugno 2022. Ha debuttato in prima squadra il 2 marzo 2024 nell'incontro di Copa de la Liga Profesional perso 2-1 contro l'Independiente e dodici giorni dopo ha segnato il suo primo gol in carriera decidendo la sfida di Copa Argentina contro il Gimnasia (S) terminata 2-1.

## Statistiche

### Presenze e reti nei club
Statistiche aggiornate al 14 maggio 2025.
| Stagione        | Squadra               | Campionato      | Campionato | Campionato | Coppe nazionali | Coppe nazionali | Coppe nazionali | Coppe continentali | Coppe continentali | Coppe continentali | Altre coppe | Altre coppe | Altre coppe | Totale | Totale | Totale |
| Stagione        | Squadra               | Comp            | Pres       | Reti       | Comp            | Pres            | Reti            | Comp               | Pres               | Reti               | Comp        | Pres        | Reti        | Pres   | Reti   |        |
| --------------- | --------------------- | --------------- | ---------- | ---------- | --------------- | --------------- | --------------- | ------------------ | ------------------ | ------------------ | ----------- | ----------- | ----------- | ------ | ------ | ------ |
| 2024            | Argentinos Juniors    | PD              | 15         | 0          | CA+CdL          | 2+1             | 1+0             | CS                 | 3                  | 0                  | -           | -           | -           | 21     | 1      |        |
| 2025            | Central Córdoba (SdE) | PD              | 13         | 2          | CA              | 1               | 0               | CL                 | 5                  | 0                  | SA          | -           | -           | 19     | 2      |        |
| Totale carriera | Totale carriera       | Totale carriera | 28         | 2          |                 | 4               | 1               |                    | 8                  | 0                  |             | -           | -           | 40     | 3      |        |